# Маккенбах
Маккенбах (нім. Mackenbach) — громада в Німеччині, розташована в землі Рейнланд-Пфальц. Входить до складу району Кайзерслаутерн. Складова частина об'єднання громад Вайлербах.
Площа — 3,54 км2. Населення становить 2063 ос. (станом на 31 грудня 2020).